# Cașin
Cașin is een Roemeense gemeente in het district Bacău.
Cașin telt 4073 inwoners.